# Oorlogsmisdrijf
Een oorlogsmisdrijf (in Nederland) of oorlogsmisdaad (in België) is een ernstige schending van de wetten en gebruiken die van toepassing zijn tijdens gewapende conflicten, ook wel het internationaal humanitair recht genoemd, die aanleiding geeft tot individuele aansprakelijkheid onder internationaal recht. Juridisch worden oorlogsmisdrijven onderscheiden van andere misdrijven onder internationaal strafrecht als misdaden tegen de menselijkheid, genocide en agressie (misdrijf tegen de vrede). Het verschil met de eerste twee is dat het bij misdrijven tegen de menselijkheid en genocide altijd om misdrijven in een specifieke context gaat, bovendien kunnen zij ook in vredestijd worden gepleegd. Bij de laatste gaat het om de vraag of het voeren van oorlog gerechtvaardigd was.

## Benaming
In het dagelijks taalgebruik komen zowel de variant oorlogsmisdaad als ook oorlogsmisdrijf voor. In Nederland is oorlogsmisdrijf de juiste juridische term om schendingen van het oorlogsrecht mee aan te duiden. Het woord misdaad heeft in het Nederlands recht geen juridische betekenis. In het Belgisch recht is misdrijf echter de algemene term om een strafbaar feit mee aan te duiden, terwijl misdaad de term is voor zware misdrijven, daar is de juridische term voor schendingen van het oorlogsrecht dus 'oorlogsmisdaad'. De term oorlogsmisdrijf komt echter ook voor in officiële Belgische documenten. In het niet-juridische taalgebruik worden beide termen in zowel Nederland als België door elkaar gebruikt. Daarbij lijkt er een voorkeur te bestaan voor de versie 'oorlogsmisdaad'. De Van Dale maakt een onderscheid tussen beide varianten. Oorlogsmisdaad wordt daar omschreven als "daad in tijd van oorlog die een schending is van het oorlogsrecht of oorlogsgebruik, of van de mensenrechten" terwijl oorlogsmisdrijf omschreven wordt als "misdrijf tegen het oorlogsrecht".
Iemand die een oorlogsmisdrijf heeft gepleegd wordt zowel in Nederland als in België een oorlogsmisdadiger genoemd. Ook personen die formeel geen oorlogsmisdrijf, maar wel een ander internationaal misdrijf in oorlogstijd  hebben gepleegd (zoals een misdrijf tegen de menselijkheid, genocide of misdrijf tegen de vrede) worden met de term oorlogsmisdadiger aangeduid. Dit gebruik sluit aan bij Van Dale, die voor oorlogsmisdadiger de definitie "persoon die tijdens de oorlog vergrijpen heeft begaan jegens het oorlogs- of volkenrecht of tegen de menselijkheid" hanteert. In het dagelijkse spraakgebruik wordt de term oorlogsmisdadiger ook gebruikt om collaborateurs, politieke delinquenten en andere verraders mee aan te duiden. Ook de strafbare feiten die zij plegen worden als oorlogsmisdaad beschreven. Dit gebruik moet als foutief worden gezien.

## Geschiedenis
Het idee dat oorlogsmisdrijven een speciale categorie van misdrijven zijn in het internationaal recht die nopen tot individuele aansprakelijkheid kwam pas halverwege de 19e eeuw tot stand. Daarvoor werden schendingen van de wetten en gebruiken van de oorlog afgedaan door de staat – waarvan degene die een inbreuk maakte op het oorlogsrecht de nationaliteit bezat – aansprakelijk te stellen. In die tijd gold namelijk het beginsel dat alleen staten aansprakelijk kunnen worden gehouden voor schendingen van het internationaal recht. Die aansprakelijkheid bestond er in dit geval uit dat ófwel een staatsambtenaar (meestal een militair van lage rang) een inbreuk op het internationaal recht had gemaakt, ófwel dat de staat had nagelaten om een inbreuk door een van haar onderdanen te voorkomen, dan wel dat de staat had nagelaten degene die een inbreuk maakte te vervolgen. De ontwikkeling naar individuele aansprakelijkheid medio de 19e eeuw werd mede ingegeven door twee ontwikkelingen die toen plaatsvonden. Allereerst werd er begonnen met het opschrijven van de gewoonterechtelijke regels van de oorlog, zowel bij grote conferenties als de Haagse Vredesconferentie van 1899 als ook door nationale overheden (bijvoorbeeld de Amerikaanse Lieber Code van 1863) en door private partijen (de Oxford-Handleiding van 1880). Een tweede ontwikkeling was de vervolging en berechting door nationale overheden van soldaten die een inbreuk hadden gemaakt op de regels van de oorlog, zoals aan het einde van de Amerikaanse Burgeroorlog van 1861–1865. Een oorlogsmisdrijf werd daarbij gezien als een inbreuk op de gebruiken en de regels van de oorlog in een internationaal conflict tussen twee of meer staten.
Tot de Tweede Wereldoorlog zouden rechtszaken tegen oorlogsmisdadigers voornamelijk gevoerd worden door de staat van de overtreder, en niet door de vijandelijke staat. Bovendien ging het in deze processen om soldaten van een lage rang en niet om hooggeplaatste overheidsfunctionarissen (een uitzondering hierop werd gevormd door het Verdrag van Versailles dat voorzag in de vervolging en berechting van de Duitse keizer Wilhelm II, deze bepaling zou echter een dode letter blijven). De Processen van Neurenberg zouden voor het eerst breken met dit uitgangspunt: in de processen werden hooggeplaatste officieren, overheidsfunctionarissen, regeringsleiders en zelfs privépersonen vervolgd en berecht voor het plegen van, en hun bijdrage aan, oorlogsmisdrijven. De processen beslechtten voor het eerst het geschil tussen nationaal en internationaal recht ten faveure van die laatste; individuen hebben internationale rechten en plichten die boven het nationale recht staan. Direct na de Tweede Wereldoorlog zouden oorlogsmisdadigers voornamelijk vervolgd worden door de winnende partij van een conflict, die daarbij gebruikmaakt van het passief nationaliteitsbeginsel (het slachtoffer heeft de nationaliteit van de vervolgende staat) of het territorialiteitsbeginsel (het strafbare feit is op het grondgebied van de vervolgende staat gepleegd). Vervolging op basis van het actief personaliteitsbeginsel (de dader heeft de nationaliteit van de vervolgende staat) was ook mogelijk, maar bleef vaak uit. In Nederland werd de vervolging van (onder andere) oorlogsmisdrijven – begaan ten tijde van de Tweede Wereldoorlog – mogelijk gemaakt door de processen binnen de zogenoemde bijzondere rechtspleging.
Een volgende stap in de geschiedenis van de oorlogsmisdrijven werd gemaakt door de ratificatie van de Geneefse Conventies van 1949. De conventies breidden de bestaande oorlogsmisdrijven uit (de zogenoemde grave breaches (ernstige inbreuken) van de conventies) en maakten het mogelijk dat alle partijen bij het verdrag deze schendingen konden vervolgen, ongeacht de plaats waar de schending was gepleegd en ongeacht de nationaliteit van de dader (het zogenoemde universaliteitsbeginsel). Het Eerste Aanvullend Protocol bij de Conventies van Genève van 1977 vulde de lijst van ernstige inbreuken verder aan. Tot slot bepaalde de kamer van hoger beroep van het Joegoslaviëtribunaal in 1995 dat oorlogsmisdrijven ook gepleegd kunnen worden ten aanzien van schendingen van het internationaal humanitair recht in een intern (meer specifiek: niet-internationaal) conflict.

## Omschrijving
Oorlogsmisdrijven worden doorgaans omschreven als ernstige schendingen van de wetten en gebruiken die van toepassing zijn tijdens gewapende conflicten, ook wel het internationaal humanitair recht genoemd, die aanleiding geven tot individuele aansprakelijkheid onder internationaal recht. Allereerst moet dus sprake zijn van een schending van internationaal recht. Dit is de reden dat andere misdrijven gepleegd in oorlogstijd (bijvoorbeeld desertie) geen oorlogsmisdrijf zijn, zij vallen immers uitsluitend onder het nationale recht en behoren vaak tot het militair strafrecht. De toevoeging van het woord 'ernstig' zorgt ervoor dat niet elke schending van internationaal humanitair recht een oorlogsmisdrijf is. Bovendien moet er een oorzakelijk verband bestaan tussen de schending en het gewapende conflict. Aangenomen wordt dat aan enkele voorwaarden moet zijn voldaan voordat er sprake is van een oorlogsmisdrijf; een schending van internationaal recht wordt pas een oorlogsmisdrijf indien:
- De schending een inbreuk is op een regel van internationaal humanitair recht;
- De regel is opgenomen in het internationaal gewoonterecht of een verdrag;
- De schending 'ernstig' is, het moet daarbij gaan om een inbreuk van een regel die belangrijke waarden (van de internationale gemeenschap) tracht te beschermen, en zware consequenties heeft voor het slachtoffer;
- De schending van de regel moet, onder gewoonte- of verdragsrecht, ook nopen tot individuele strafrechtelijke aansprakelijkheid.[12][13]

Zowel militairen als burgers kunnen oorlogsmisdrijven plegen; slachtoffer van oorlogsmisdrijven kunnen zowel burgers, militairen of niet-militaire doelen (zoals ziekenhuizen) van de tegenpartij zijn. Traditioneel konden oorlogsmisdrijven alleen worden gepleegd in een oorlog tussen twee of meer staten. Tegenwoordig wordt er nog maar zelden een oorlogsverklaring afgegeven voordat landen een oorlog beginnen, daarom wordt er gesproken van een 'internationaal gewapend conflict' (dit in tegenstelling tot een 'niet-internationaal gewapend conflict' zoals een burgeroorlog).

### Gewoonterecht of verdrag
Regels omtrent internationaal humanitair recht zijn te vinden in zowel verdragen als ook in internationaal gewoonterecht. Voorbeelden van verdragen die internationaal humanitair recht bevatten zijn de Geneefse Conventies, de Haagse Conventies en het Cultuurgoederenverdrag van Den Haag. Ook artikel 38 van het Verdrag inzake de rechten van het kind bevat internationaal humanitair recht, omdat het partijen bij het verdrag verplicht om geen kinderen beneden de leeftijd van vijftien jaren in dienst te nemen.
Internationaal humanitair gewoonterecht is moeilijker vast te stellen. Er moet sprake zijn van opinio iuris (rechtsovertuiging) en een algemene praktijk van staten met betrekking tot de gewoonterechtelijke regel. In casu komt dit erop neer dat diverse staten gedurende een periode zich conform de regel gedragen én ook de overtuiging hebben dat deze praktijk door een bindende internationale regel wordt gevormd. De toepassing daarvan kan evenwel tot problemen leiden, voornamelijk omdat het gedrag van militairen in het veld niet hetzelfde hoeft te zijn als de regels waaraan staten zich gebonden achten. Bovendien komt het voor dat strijdende partijen gebruikmaken van misinformatie om zo de publieke opinie te beïnvloeden. Om toch de inhoud van internationaal humanitair gewoonterecht vast te stellen, wordt daarom voornamelijk gekeken naar de officiële verklaringen die staten doen, militaire handboeken en uitspraken van rechters.

### Ernstige schending
Niet elke schending van internationaal humanitair recht levert ook een oorlogsmisdrijf op. De schending moet voldoende ernstig zijn. In de Tadić-uitspraak geeft de kamer van hoger beroep het voorbeeld van een militair die zich in een bezet dorp een brood toe-eigent. Dit is een schending van artikel 46(1) Haagse Reglement betreffende de eerbiediging van eigendom van personen, maar niet voldoende ernstig dat het een oorlogsmisdrijf oplevert. Een ander voorbeeld levert artikel 28 van de Derde Geneefse Conventie op, daarin staat dat een krijgsgevangene in ieder geval tabak moet kunnen aanschaffen tegen een redelijke prijs. Indien er in een krijgsgevangenenkamp echter geen tabak voorhanden is zal dit geen oorlogsmisdrijf opleveren, omdat de schending niet ernstig is.

### Internationale strafbaarstelling
Zoals hiervoor naar voren kwam is het niet alleen voldoende dat een bepaalde regel van internationaal humanitair recht wordt geschonden. Om van een oorlogsmisdrijf te kunnen spreken moet de schending ook in het recht zijn gecriminaliseerd. Dit is doorgaans problematisch omdat de meeste verdragen wel bepaalde regels stellen, maar (met uitzondering van de Geneefse Conventies en het Eerste Aanvullende Protocol) daar geen strafrechtelijke sanctie tegenover zetten. In de Geneefse Conventies en het Eerste Aanvullend Protocol vallen sommige gedragingen onder de 'ernstige inbreuken' (grave breaches). De conventies verplichten de verdragspartijen om deze ernstige inbreuken te criminaliseren in hun eigen recht en om daders van zulke schendingen te berechten ongeacht hun nationaliteit (het universaliteitsbeginsel) of hen uit te leveren aan een andere partij die de vervolging wil overnemen (het zogenoemde aut dedere aut judicare-beginsel). Om in andere gevallen toch te kunnen spreken van een oorlogsmisdrijf moet er in andere rechtsbronnen gezocht worden. Zo kan er worden gekeken naar de uitspraken van (internationale) strafhoven en militaire rechtbanken om te zien of die bepaalde schendingen van het oorlogsrecht als oorlogsmisdrijf berechten. Ook kan er in de overige rechtsbronnen van internationaal strafrecht gekeken worden, namelijk: i) internationale gewoonte, ii) de nationale regelgeving van staten uit diverse rechtstradities, iii) door staten erkende algemene beginselen, iv) het recht van de staat waar de verdachte de nationaliteit van heeft.

### Daders en daderschap
Oorlogsmisdrijven kunnen niet alleen door militairen, milities of andere gewapende personen en hun leiders gepleegd worden, maar ook door burgers. Het is niet nodig dat een dader deel uitmaakt van de strijdkrachten van een partij. Oorlogsmisdrijven kunnen zelfs gepleegd worden door burgers zonder dat het misdrijf toerekenbaar is aan een van de partijen in een conflict. Wat wel vereist is, is dat de dader zich ten minste bewust was dat er een gewapend conflict gaande was.

#### Verband met gewapend conflict
Om van een oorlogsmisdrijf te kunnen spreken is ten minste vereist dat het (strafbare) feit ten tijde van een gewapend conflict is gepleegd. Het internationaal strafhof hanteert het criterium dat de handeling plaatsvond in de context van en verbonden met een gewapend conflict. 'In de context van' een gewapend conflict verwijst hierbij specifiek naar de datum en de plek waar het feit gepleegd is. Het moet echter niet zo beknopt worden opgevat dat het feit ook gepleegd is tijdens een militaire actie: het feit kan ook ver van de frontlinies gepleegd worden zolang er in het territorium maar in algemene zin sprake is van een gewapend conflict. Door het vereiste dat het feit 'verbonden met' het conflict moet zijn wordt onderscheid gemaakt met misdrijven die wel ten tijde van een gewapend conflict zijn gepleegd, maar verder op zichzelf staan. Bijvoorbeeld een burger die zijn buur uit jaloezie vermoordt, terwijl er in het land een gewapend conflict gaande is, pleegt wel een misdrijf maar geen oorlogsmisdrijf. Met 'verbonden' wordt dan ook onder andere bedoelt dat het gewapende conflict: I) de mogelijkheid heeft gecreëerd, (II) de dader bewogen heeft tot het plegen van het feit, of (III) een rol heeft gespeeld in de manier waarop het feit is gepleegd.

#### Niet-internationaal gewapend conflict
Lange tijd werd aangenomen dat schendingen van de wetten en gebruiken van een niet-internationaal (kortheidshalve: intern) conflict niet leidden tot individuele strafrechtelijke aansprakelijkheid in het internationaal recht en daarom geen oorlogsmisdrijf waren. Interne conflicten werden destijds gezien als interne aangelegenheden die binnen de soevereiniteit van de staat vielen en waarover andere staten (en dus het internationaal recht) geen zeggenschap hadden. Door de opkomst van de mensenrechten kwamen de slachtoffers van interne conflicten echter steeds meer belangstelling. Dit leidde bijvoorbeeld tot de aanname van gemeenschappelijk artikel 3 bij de Geneefse Conventies van 1949 en het Tweede Aanvullend Protocol bij de Conventies van Genève van 1977 die beide rechten en plichten omvatten met betrekking tot interne conflicten Echter, bevatten noch gemeenschappelijk artikel 3 noch het Tweede Aanvullend Protocol enige strafbepalingen in de vorm van 'ernstige inbreuken'. Zo werd o.m. de vervolging van Nederlandse militairen voor oorlogsmisdaden begaan in Indonesië tussen 1945 en 1950 er juist door uitgesloten. De opkomst van de internationale strafhoven en -tribunalen heeft er echter voor gezorgd dat het verschil tussen beide typen conflicten is afgenomen. Te wijzen valt op een uitspraak van de kamer van hoger beroep van het Joegoslaviëtribunaal waarin het na een uitvoerig onderzoek van de gebruiken van staten in niet-internationale gewapende conflicten tot de conclusie kwam dat ernstige schendingen van het oorlogsrecht in interne conflicten ook strafbaar werd geacht. Verder kan worden gewezen op het Statuut van Rome, waarbij het Internationaal Strafhof werd opgericht, waarin ook oorlogsmisdrijven staan specifiek voor interne conflicten. Tot slot bepaalde het oprichtingsstatuut van het Rwandatribunaal dat dit tribunaal schendingen van gemeenschappelijk artikel 3 van de Geneefse Conventies en van het Tweede Aanvullend Protocol mocht berechten. Een bijkomend gevolg hiervan was dat er nu ook een onderscheid moest worden gemaakt tussen niet-internationale gewapende conflicten waar het internationaal humanitair recht op van toepassing is en conflicten waarbij dit niet van toepassing is (zoals terrorisme, struikroverij en interne onlusten). Bij deze laatste categorie kan er logischerwijs geen sprake zijn van het plegen van oorlogsmisdrijven, wel kunnen eventuele strafbare feiten onder het nationale recht van een staat vallen.
Om onderscheid te maken tussen beide categorieën is het van belang om te kijken naar de 'intensiteit' van het conflict en de 'organisatiegraad' van de betrokken partijen. Als een van deze twee de drempel van een niet-internationaal gewapend conflict raakt dan gelden ook de regels uit het oorlogsrecht, deze drempel moet echter per situatie beoordeeld worden. Daarbij spelen bepaalde gezichtspunten een grote rol. Bij de intensiteit gaat het dan voornamelijk om de vraag of het geweld van langere duur is en niet slechts incidenteel, relevant daarbij zijn onder andere de duur, de geografische spreiding van het conflict, de inzet van zwaar materieel en of het conflict onder de aandacht van de VN Veiligheidsraad is gekomen. Voor de beoordeling van de organisatiegraad (van gewapende groepen) wordt onder meer gekeken naar de bevelsstructuur, het bezit van een hoofdkwartier, controle over grondgebied, toegang tot wapens, hiërarchie en de mogelijkheid om militaire operaties te plannen en uit te voeren.
Dat er sprake is van een niet-internationaal gewapend conflict waarop de regels van het internationaal humanitair recht en de regels omtrent oorlogsmisdrijven van toepassing zijn, betekent echter niet dat alle misdrijven in het oorlogsrecht automatisch gelden. Het aantal oorlogsmisdrijven in interne conflicten is nog altijd beperkter dan bij internationale conflicten. Bij sommige van deze misdrijven volgt uit hun aard reeds dat ze niet gelden tijdens een intern conflict: zo kan er in een intern conflict geen sprake van bezetting door een vreemde mogendheid zijn, het heeft dan weinig nut om hier wel speciale oorlogsmisdrijven voor te erkennen. Wel wordt er aangenomen dat alle oorlogsmisdrijven in interne conflicten ook oorlogsmisdrijven in internationale conflicten zijn.

### Slachtoffers en doelen
Zowel burgers als combattanten kunnen het slachtoffer van een oorlogsmisdrijf zijn. De criteria met betrekking tot wie of wat er precies het slachtoffer/doel van een oorlogsmisdrijf kan worden staat vaak in definitie van het oorlogsmisdrijf. Oorlogsmisdrijven die gebaseerd zijn op de Geneefse Conventies moeten bijvoorbeeld gepleegd zijn tegen een door het verdrag beschermde categorie van personen (bijvoorbeeld: burgers, krijgsgevangenen of hors de combat). Gemeenschappelijk artikel 3 van de Geneefse Conventies beschermt daarentegen '[alle]  personen die niet actief deelnemen aan de vijandelijkheden'. Dit onderscheid is noodzakelijk, omdat sommige daden als zij tegen een combattant worden gepleegd geen misdrijf opleveren (bijvoorbeeld het opzettelijk doden van een combattant).
Andere bepalingen specificeren een ander expliciet doel als object van het oorlogsmisdrijf, bijvoorbeeld: burgerdoelen, voertuigen betrokken bij humanitaire hulpverlening, het milieu of niet-verdedigde steden. Soms kunnen zelfs combattanten slachtoffer van een oorlogsmisdrijf zijn, vaak gaat het dan om regels die in acht moeten worden genomen (bijvoorbeeld geen oneigenlijk gebruikmaken van de witte vlag), of zijn de regels bedoeld om onnodig lijden van militairen te verminderen (bijvoorbeeld het verbod op het gebruik van gifgas). Bij deze laatste gaat het niet zo zeer om de 'grootte' van het lijden: wapens mogen zelfs groot lijden bij combattanten veroorzaken zolang het maar geen onnodig lijden is. Dat behelst dus een afweging tussen de verwachte winst die met het wapen te behalen valt en de proportionaliteit van het lijden dat het wapen veroorzaakt.
Twee andere beginselen die terugkeren vanuit het internationaal humanitair recht zijn het 'beginsel van distinctie' en het 'beginsel van proportionaliteit'. Het 'beginsel van distinctie' ziet op het verschil tussen burgers enerzijds en combattanten anderzijds, uit dit verschil vloeit voort dat alleen combattanten het doel van een aanval mogen zijn. Het beginsel vormt het kernbeginsel uit het internationaal humanitair recht. en komt bijvoorbeeld naar voren in de verboden om burgers, de burgerbevolking of burgerobjecten aan te vallen. Burgerobjecten zijn alle objecten die geen militair object zijn, dit laatste wordt beoordeeld door na te gaan of "die objecten die naar hun aard, ligging, bestemming of gebruik een daadwerkelijke bijdrage tot de krijgsverrichtingen leveren en waarvan de gehele of gedeeltelijke vernietiging, verovering of onbruikbaarmaking onder de omstandigheden van dat moment een duidelijk militair voordeel oplevert." Deze regels van het internationaal humanitair recht komen onder andere tot uiting in de strafbaarstellingen als oorlogsmisdrijf, bijvoorbeeld in art. 8(2)(b)(i) en (ii) van het Statuut van Rome die het opzettelijk aanvallen van burgers, de burgerbevolking en burgerobjecten strafbaar stelt.
Het 'beginsel van proportionaliteit' maakt deel uit van het internationaal humanitair gewoonterecht en houdt kort gezegd in dat ook als een militair object wordt aangevallen dan mag het bijkomend verlies van mensenlevens onder de burgerbevolking nog niet buitensporig zijn in verhouding tot het verwachte tastbare en rechtstreekse militaire voordeel. Deze regel van internationaal humanitair recht is als oorlogsmisdrijf in art. 8(2)(b)(iv) van het Statuut van Rome strafbaar gesteld. Het gaat hierbij om een belangenafweging, namelijk tussen het verwachte militaire voordeel en het verwachte incidentele verlies van burgerlevens en of het eerste excessief was in vergelijking met het tweede belang. Overigens hoeft het te behalen militaire voordeel niet direct bij het aangevallen doel te liggen, dit is bijvoorbeeld het geval als sprake is van een krijgslist. Ook kan het incidenteel verlies van burgerlevens relatief hoog zijn terwijl toch geen sprake is van een oorlogsmisdrijf: dit hangt af van het te verwachten militaire voordeel.

### Typen
Zoals hierboven reeds aan bod kwam kan er een onderscheid worden gemaakt tussen oorlogsmisdrijven op basis van contextuele elementen. Het gaat dan om oorlogsmisdrijven binnen een internationaal conflict (tussen staten onderling of tussen staten en een onafhankelijkheidsbeweging) en binnen een niet-internationaal conflict (tussen een staat en een rebellengroepering of meerdere georganiseerde gewapende groeperingen op het grondgebied van één staat). Er kan echter ook een onderscheid worden gemaakt op grond van materiële elementen. Een zo een onderscheid wordt vaak gemaakt tussen de 'Haagse wetten' en de 'Geneefse wetten'. De eerste is gebaseerd op de Haagse conventies van 1899 en 1907 en bevatten hoofdzakelijk regels met betrekking tot de methodes en manieren van oorlogsvoering. De tweede zijn gebaseerd op de Geneefse conventies en ziet voornamelijk op de behandeling van personen die geen deel (meer) nemen aan gevechten (burgers, gewonden, krijgsgevangenen). Het internationaal humanitair recht bevat echter meer regels dan zijn neergelegd in deze verdragen, hierdoor kunnen globaal tien typen oorlogsmisdrijven worden onderscheiden:
- Oorlogsmisdrijven gepleegd tegen personen die niet, of niet langer, deelnemen aan de gevechten;
- Oorlogsmisdrijven tegen vijandelijke militairen en burgers door gebruik te maken van verboden methoden van oorlogsvoering (bijvoorbeeld geen kwartier verlenen);
- Oorlogsmisdrijven tegen vijandelijke militairen en burgers door gebruik te maken van verboden middelen van oorlogsvoering (bijvoorbeeld het gebruik van verboden wapens);
- Oorlogsmisdrijven tegen specifiek beschermde personen en objecten (bijvoorbeeld personeel en materieel van het Rode Kruis);
- Oorlogsmisdrijven die bestaan uit het onrechtmatige gebruik van beschermde tekens en emblemen (bijvoorbeeld de vlag van onderhandelingen);
- Het werven van kinderen onder de 15 jaar voor militaire dienst en zulke kindsoldaten gebruiken in gevechten;[55]
- Oorlogsmisdrijven in weerwil van het principe van onderscheid (bijvoorbeeld het bombarderen van steden die niet verdedigd worden, of het opzettelijk aanvallen van historische monumenten);
- Oorlogsmisdrijven in weerwil van het principe van proportionaliteit (bijvoorbeeld een militair doel aanvallen terwijl men weet dat er daarbij disproportioneel veel burgerslachtoffers zullen vallen in relatie met het te behalen voordeel);
- Oorlogsmisdrijven gepleegd tegen (privé)eigendom (bijvoorbeeld plundering);
- Oorlogsmisdrijven door kolonisatie van bezet gebied.[56]

## Oorlogsmisdrijven in het Nederlandse recht
Voor het uitbreken van de Tweede Wereldoorlog waren overtredingen van de wetten en gebruiken van de oorlog slechts strafbaar gesteld in het Wetboek van Militair Strafrecht. Naast enkele specifieke oorlogsmisdrijven bepaalde art. 91 WvMS (oud) "Hij die tegenover den vijand opzettelijk handelt in strijd met eenige bepaling voorkomende in een verdrag, geldende tusschen Nederland en de mogendheid waarmede Nederland in oorlog is, of met eenig voorschrift, ingevolge zoodanig verdrag gesteld, wordt gestraft met [...]". Echter, had de militaire rechter maar een beperkte bevoegdheid om kennis te nemen van deze strafbare feiten.
Tijdens de Tweede Wereldoorlog bleek het Nederlandse strafrecht niet opgewassen tegen de vele wandaden die tijdens de bezetting werden begaan. Daarom besloot de regering in ballingschap tot het uitvaardigen van het Besluit Buitengewoon Strafrecht (BBS). De BBS voorzag, naast de strafbaarstelling van nieuwe delicten, in de afschaffing van het legaliteitsbeginsel, een aangepaste rechtsmachtregeling en de verzwaring van straffen. Echter, bleek al spoedig dat het onmogelijk was om leden van de bezettende macht op basis van de BBS te veroordelen voor het plegen van oorlogsmisdrijven. Daarom werd art. 27a bij wet van 10 juli 1947 ingevoegd. Dit artikel bepaalde onder andere dat de leden van de bezettende macht berecht konden worden voor oorlogsmisdrijven gepleegd naar Nederlands recht.
In 1952 werd het BBS aangevuld door de Wet Oorlogsstrafrecht (WOs). De WOs stelde diverse feiten strafbaar en bevatte strafbaarstellingen voor collaboratiedelicten, oorlogsmisdrijven en misdrijven tegen de menselijkheid. Daarbij fungeerde de WOs ook als nationale implementatie van de 'ernstige inbreuken'-bepalingen van de Geneefse verdragen van 1949. Art. 8 WOs (oud) bevatte de strafbaarstelling voor "schending van de wetten en gebruiken van de oorlog". Op de vervolging voor oorlogsmisdrijven was het universaliteitsbeginsel van toepassing, hierdoor kon de rechter "[een] ieder, die zich buiten het rijk in Europa schuldig maakt aan een [oorlogsmisdrijf]" vervolgen.
Naar aanleiding van de toetreding van Nederland bij het Statuut van Rome, werd in 2003 de Wet internationale misdrijven (WIM) ingevoerd. De WIM verving diverse wetten met betrekking tot internationale misdrijven; ook de bepalingen met betrekking tot oorlogsmisdrijven werden vanuit de WOs overgebracht naar de WIM. Hierdoor is de WOs alleen nog van toepassing op de oorlogsmisdrijven die voor 1 oktober 2003 zijn gepleegd. De WIM verdeelt de oorlogsmisdrijven in drie categorieën: oorlogsmisdrijven gepleegd in een internationaal conflict (art. 4); een niet-internationaal conflict (art. 5), en; overige oorlogsmisdrijven (art. 6). De WIM vestigt beperkte universele rechtsmacht: slechts indien de verdachte zich in Nederland bevindt is berechting mogelijk. Daarnaast is de Nederlandse rechter bevoegd op basis van het actief en passief nationaliteitsbeginsel.

### Nederlandse strafzaken
Na de zaken rond de Tweede Wereldoorlog heeft de Nederlandse rechter zich maar een beperkt aantal keer beziggehouden met de berechting van oorlogsmisdrijven. Sinds 1 september 2002 is het Landelijk Parket in Rotterdam uitsluitend bevoegd om oorlogsmisdrijven te vervolgen. Bij de Dienst Landelijke Recherche is er een speciaal Team Internationale Misdrijven dat zich bezighoudt met de opsporing van, onder andere, oorlogsmisdrijven. Het Team Internationale Misdrijven verving het eerdere Nationale Opsporingsteam Oorlogsmisdrijven, die op zijn beurt het Opsporingsteam Joegoslavische Oorlogsmisdrijven verving.
De eerste buitenlander die in Nederland na de zaken rond de Tweede Wereldoorlog vervolgd werd voor het plegen van oorlogsmisdrijven was Darco Knezevic. In de zaak-Knezevic II moest de Hoge Raad beoordelen of de Nederlandse rechter universele rechtsmacht had voor de berechting van oorlogsmisdrijven. De Hoge Raad oordeelde in zijn beschikking dat dit inderdaad het geval was. 
In 2005 volgde de Afghaanse generaals-zaak. Beide verdachten waren hoofd van de Afghaanse militaire inlichtingendienst, de Khad-e-Nezami, en hadden in de jaren 90 asiel in Nederland aangevraagd. Zij werden door het Hof veroordeeld wegens het folteren van gevangenen tijdens de Afghaanse burgeroorlog en kregen respectievelijk twaalf en negen jaar gevangenisstraf opgelegd.
In 2005 werd ook de Nederlandse zakenman Frans van Anraat veroordeeld als medeplichtige bij het plegen van oorlogsmisdrijven in Irak, omdat hij chemicaliën had geleverd aan Irak die gebruikt werden voor de productie van mosterdgas. Dit gas werd onder andere gebruikt in de aanval op Halabja. In hoger beroep werd hij veroordeeld tot zeventien jaar gevangenisstraf, wat door de Hoge Raad in cassatie teruggebracht werd naar zestien en een half jaar.
Een andere zaak waarbij een Nederlandse zakenman betrokken was, is de zaak-Guus Kouwenhoven. Hij werd in 2006 vrijgesproken voor medeplichtigheid aan oorlogsmisdrijven gepleegd in de Tweede Liberiaanse Burgeroorlog. Wel werd hij veroordeeld tot acht jaar gevangenisstraf wegens het leveren van wapens aan Liberia. Door het hof werd hij van de gehele tenlastelegging vrijgesproken, de Hoge Raad casseerde echter wegens een motivatiegebrek en verwees de zaak naar het gerechtshof 's-Hertogenbosch. In 2017 veroordeelde het hof 's-Hertogenbosch Kouwenhoven tot 19 jaar cel voor illegale wapenhandel en medeplichtigheid aan oorlogsmisdrijven in Liberia en Guinee.
Op 7 juli 2011 werd Joseph Mpambara in hoger beroep veroordeeld tot een levenslange gevangenisstraf, wegens het plegen van oorlogsmisdrijven tijdens de Rwandese genocide. Deze zaak kende een roerige geschiedenis. Het OM werd twee keer niet-ontvankelijk verklaard, omdat de Uitvoeringswet Genocideverdrag de rechter geen rechtsmacht toekende voor genocide die niet door of tegen een Nederlander was gepleegd. De strafzaak werd daarna voortgezet, niet op basis van een aanklacht voor genocide, maar wegens het plegen van oorlogsmisdrijven en foltering.

## Internationaal Strafhof
In artikel 8 van het Statuut van Rome, het verdrag waarmee in 2002 het Internationaal Strafhof is opgericht, staan de oorlogsmisdrijven vermeld waarover het hof rechtsmacht heeft. In de Engelse tekst wordt nog een verschil gemaakt in de vorm van opzet die vereist is tussen oorlogsmisdrijven gebaseerd op de Geneefse Conventies (onder 8(a)) en oorlogsmisdrijven die gebaseerd zijn op internationaal gewoonterecht (onder 8(b)). Bij die eerste voldoet reeds voorwaardelijk opzet (wilfully of dolus eventualis) terwijl bij de tweede categorie alleen volwaardig opzet volstaat (intentionally of dolus directus). Verder wordt er een verschil gemaakt tussen internationale gewapende conflicten en niet-internationale gewapende conflicten. Bij deze laatste vorm speelt alleen de plek van het conflict een rol, het doet er niet toe of er ook buitenlandse mogendheden meevechten als de grenzen van het conflict maar binnen één land zijn. Tot slot speelt bij niet-internationale conflicten ook nog een verschil in intensiteit een rol. Bij artikel 8(c) is deze lager dan bij oorlogsmisdaden gebaseerd op artikel 8(e). Bij deze moet er sprake zijn van een slepend conflict tussen regering en gewapende groeperingen, of tussen meerdere gewapende groeperingen onderling.
1. Het Hof heeft rechtsmacht ter zake van oorlogsmisdrijven in het bijzonder wanneer deze worden gepleegd als onderdeel van een plan of beleid of als onderdeel van het op grote schaal plegen van dergelijke misdrijven.
2. Voor de toepassing van dit Statuut wordt verstaan onder oorlogsmisdrijven:
  1.  Ernstige inbreuken op de Verdragen van Genève van 12 augustus 1949, namelijk een van de volgende handelingen tegen personen of goederen die ingevolge de bepalingen van het desbetreffende Verdrag van Genève zijn beschermd:
    1. opzettelijk doden;
    2.  marteling of onmenselijke behandeling, met inbegrip van biologische experimenten;
    3.  opzettelijk veroorzaken van ernstig lijden, zwaar lichamelijk letsel of ernstige schade aan de gezondheid;
    4.  grootschalige wederrechtelijke en moedwillige vernietiging en toe-eigening van goederen zonder militaire noodzaak;
    5.  een krijgsgevangene of andere beschermde persoon dwingen dienst te nemen bij de strijdkrachten van een vijandige mogendheid;
    6.  een krijgsgevangene of andere beschermde persoon opzettelijk het recht op een eerlijke en rechtmatige berechting onthouden;
    7.  onrechtmatige deportatie of verplaatsing of onrechtmatige opsluiting;
    8.  gijzelneming.

  2.  Andere ernstige schendingen van de wetten en gebruiken die toepasselijk zijn in een internationaal gewapend conflict binnen het gevestigde kader van het internationale recht, namelijk een van de volgende handelingen:
    1.  opzettelijk aanvallen richten op de burgerbevolking als zodanig of op individuele burgers die niet rechtstreeks aan vijandelijkheden deelnemen;
    2.   opzettelijk aanvallen richten op burgerdoelen, dat wil zeggen doelen die geen militair doel zijn;
    3.   opzettelijk aanvallen richten op personeel, installaties, materieel, eenheden of voertuigen betrokken bij humanitaire hulpverlening of vredesmissies overeenkomstig het Handvest van de Verenigde Naties, zolang deze recht hebben op de bescherming die aan burgers of burgerdoelen wordt verleend krachtens het internationale recht inzake gewapende conflicten;
    4.  opzettelijk een aanval inzetten in de wetenschap dat een dergelijke aanval bijkomstige verliezen aan levens of letsel onder burgers zal veroorzaken of schade aan burgerdoelen of omvangrijke, langdurige en ernstige schade aan het milieu zal aanrichten, die duidelijk buitensporig zou zijn in verhouding tot het te verwachten concrete en directe algehele militaire voordeel;
    5.   aanvallen of bombarderen met wat voor middelen ook van steden, dorpen, woningen of gebouwen, die niet worden verdedigd en geen militair doelwit zijn;
    6.  een combattant doden of verwonden die zijn wapens heeft neergelegd of zich niet meer kan verdedigen, en zich onvoorwaardelijk heeft overgegeven;
    7.  op ongepaste wijze gebruikmaken van een witte vlag, van de vlag of militaire onderscheidingstekens en uniform van de vijand of van de Verenigde Naties, alsmede van emblemen van de Verdragen van Genève, de dood of ernstig lichamelijk letsel ten gevolge hebbende;
    8.  rechtstreekse of indirecte verplaatsing door de bezettende mogendheid van delen van haar eigen burgerbevolking naar het bezette grondgebied, of de deportatie of het verplaatsen van de gehele of een deel van de bevolking van het bezette grondgebied binnen dat grondgebied of daarbuiten;
    9.   opzettelijk aanvallen richten op gebouwen bestemd voor godsdienst, onderwijs, kunst, wetenschap of charitatieve doeleinden, historische monumenten, ziekenhuizen en plaatsen waar zieken en gewonden worden samengebracht, mits deze geen militair doelwit zijn;
    10.  personen die zich in de macht van een tegenpartij bevinden, onderwerpen aan lichamelijke verminking of medische of wetenschappelijke experimenten van welke aard ook, die niet worden gerechtvaardigd door de geneeskundige of tandheelkundige behandeling van de betrokken persoon of door diens behandeling in het ziekenhuis noch in zijn belang worden uitgevoerd, en die de dood ten gevolge hebben of de gezondheid van die persoon of personen ernstig in gevaar brengen; 
    11.  op verraderlijke wijze doden of verwonden van personen die behoren tot de vijandige natie of het vijandige leger;
    12.  verklaren dat geen kwartier zal worden verleend;
    13.  vernietiging of inbeslagneming van goederen van de vijand tenzij deze vernietiging of inbeslagneming dringend vereist is als gevolg van dwingende oorlogsomstandigheden;
    14.  verklaren dat de rechten en handelingen van onderdanen van de vijandelijke partij vervallen, geschorst of in rechte niet-ontvankelijk zijn;
    15.  onderdanen van de vijandige partij dwingen deel te nemen aan oorlogshandelingen gericht tegen hun eigen land, ook als zij voor de aanvang van de oorlog in dienst van de oorlogvoerende partij waren;
    16.  een stad of plaats plunderen, ook wanneer deze bij een aanval wordt ingenomen;
    17.   gebruik van gif of giftige wapens;
    18.  gebruik van verstikkende, giftige of andere gassen en overige soortgelijke vloeistoffen, materialen of apparaten;
    19.   gebruik van kogels die in het menselijk lichaam gemakkelijk in omvang toenemen of platter en breder worden, zoals kogels met een harde mantel die de kern gedeeltelijk onbedekt laat of voorzien is van inkepingen;
    20.  gebruik van wapens, projectielen en materieel en methoden van oorlogvoering die de eigenschap hebben overbodig letsel of nodeloos lijden te veroorzaken of die van zichzelf geen onderscheid maken waardoor zij in strijd zijn met het internationale recht inzake gewapende conflicten, mits dergelijke wapens, projectielen en materieel en methoden van oorlogvoering vallen onder een algeheel verbod en zijn opgenomen in een bijlage bij dit Statuut, [...];
    21.   wandaden begaan tegen de persoonlijke waardigheid, in het bijzonder vernederende en onterende behandeling;
    22.  verkrachting, seksuele slavernij, gedwongen prostitutie, gedwongen zwangerschap zoals gedefinieerd in artikel 7, tweede lid, onder f, gedwongen sterilisatie of elke andere vorm van seksueel geweld die eveneens een ernstige inbreuk op de Verdragen van Genève oplevert;
    23.   gebruikmaken van de aanwezigheid van een burger of een andere beschermde persoon teneinde bepaalde punten, gebieden of strijdkrachten te vrijwaren van militaire operaties;
    24.   opzettelijk aanvallen richten op gebouwen, materieel, medische eenheden en transport, alsmede personeel dat gebruikmaakt van de emblemen van de Verdragen van Genève overeenkomstig internationaal recht;
    25.   opzettelijk gebruikmaken van uithongering van burgers als methode van oorlogvoering door hun voorwerpen te onthouden die onontbeerlijk zijn voor hun overleving, waaronder het opzettelijk belemmeren van de aanvoer van hulpgoederen zoals voorzien in de Verdragen van Genève;
    26.   kinderen beneden de leeftijd van vijftien jaar bij de nationale strijdkrachten onder de wapenen roepen of in militaire dienst nemen dan wel hen gebruiken voor actieve deelname aan vijandelijkheden;
    27.   gebruik van wapens die gebruik maken van microbiologische of andere biologische middelen, of gifstoffen, ongeacht hun herkomst of de wijze van productie;
    28.   gebruik van wapens met als voornaamste gevolg het veroorzaken van verwondingen door fragmenten die in het menselijk lichaam niet met röntgenstralen kunnen worden ontdekt;
    29.   gebruik van laserwapens die speciaal zodanig zijn ontworpen dat hun enige gevechtsfunctie of een van hun gevechtsfuncties is het veroorzaken van blijvende blindheid bij onversterkt gezichtsvermogen, dat wil zeggen aan het blote oog of het oog met een corrigerende bril of lens.

  3.   In geval van een gewapend conflict dat niet internationaal van aard is, ernstige schendingen van gemeenschappelijk artikel 3 van de vier Verdragen van Genève van 12 augustus 1949, namelijk een van de volgende handelingen begaan tegen personen die niet actief deelnemen aan de vijandelijkheden, waaronder leden van strijdkrachten die hun wapens hebben neergelegd en degenen die buiten gevecht zijn gesteld door ziekte, verwondingen, gevangenschap of andere oorzaken:
    1.  geweld tegen het leven en de persoon, in het bijzonder alle misdrijven tegen het leven gericht, verminking, wrede behandeling en marteling;
    2.  wandaden begaan tegen de persoonlijke waardigheid, in het bijzonder vernederende en onterende behandeling;
    3.   gijzelneming;
    4.  het uitspreken van veroordelingen en tenuitvoerleggen van executies zonder voorafgaand vonnis uitgesproken door een rechtmatig samengesteld gerecht dat alle gerechtelijke waarborgen biedt die algemeen als onmisbaar worden erkend.

  4.   Het tweede lid, onder c, geldt voor gewapende conflicten die niet internationaal van aard zijn en geldt derhalve niet voor gevallen van interne onlusten en spanningen, zoals oproer, geïsoleerde en sporadische gewelddadigheden of andere handelingen van vergelijkbare aard.
  5.   Andere ernstige schendingen van de wetten en gebruiken die gelden in geval van gewapende conflicten die niet internationaal van aard zijn, binnen het gevestigde kader van internationaal recht, namelijk een van de volgende handelingen:
    1.  opzettelijk aanvallen richten op de burgerbevolking als zodanig of op individuele burgers die niet rechtstreeks aan vijandelijkheden deelnemen;
    2.  opzettelijk aanvallen richten op gebouwen, materieel, medische eenheden en transport, en personeel dat gebruikmaakt van de emblemen van de Verdragen van Genève overeenkomstig internationaal recht;
    3.   opzettelijk aanvallen richten op personeel, installaties, materieel, eenheden of voertuigen betrokken bij humanitaire hulpverlening of vredesmissies overeenkomstig het Handvest van de Verenigde Naties, zolang deze recht hebben op de bescherming die aan burgers of burgerdoelen wordt verleend krachtens het recht inzake gewapende conflicten;
    4.   opzettelijk aanvallen richten op gebouwen bestemd voor godsdienst, onderwijs, kunst, wetenschap of charitatieve doeleinden, historische monumenten, ziekenhuizen en plaatsen waar zieken en gewonden worden samengebracht, mits deze geen militair doelwit zijn;
    5.  een stad of plaats plunderen, ook wanneer deze bij een aanval wordt ingenomen;
    6.  verkrachting, seksuele slavernij, gedwongen prostitutie, gedwongen zwangerschap zoals gedefinieerd in artikel 7, tweede lid, onder f, gedwongen sterilisatie of elke andere vorm van seksueel geweld die eveneens een ernstige schending zijn van gemeenschappelijk artikel 3 van de vier Verdragen van Genève;
    7.   kinderen beneden de leeftijd van vijftien jaar bij strijdkrachten of groepen onder de wapenen roepen of in militaire dienst nemen dan wel hen gebruiken voor actieve deelname aan vijandelijkheden;
    8.   verplaatsing bevelen van de burgerbevolking om redenen die verband houden met het conflict, tenzij de veiligheid van de betrokken burgers of dwingende militaire redenen dit vereisen;
    9.   op verraderlijke wijze doden of verwonden van een strijdende tegenstander;
    10.  verklaren dat geen kwartier zal worden verleend;
    11.  personen die zich in de macht van een andere partij bij het conflict bevinden onderwerpen aan lichamelijke verminking of aan geneeskundige of wetenschappelijke experimenten van welke aard ook, die niet gerechtvaardigd worden door de geneeskundige of tandheelkundige behandeling van de betrokken persoon of door diens behandeling in het ziekenhuis, noch in zijn belang worden uitgevoerd, en die de dood ten gevolge hebben of de gezondheid van die persoon of personen ernstig in gevaar brengen;
    12.   vernietiging of inbeslagneming van goederen van een tegenstander tenzij deze vernietiging of inbeslagneming dringend vereist is als gevolg van de dwingende omstandigheden van het conflict;
    13.   gebruik van gif of giftige wapens;
    14.   gebruik van verstikkende, giftige of andere gassen en alle soortgelijke vloeistoffen, materialen of apparaten;
    15.   gebruik van kogels die in het menselijk lichaam gemakkelijk in omvang toenemen of platter worden, zoals kogels met een harde mantel die de kern gedeeltelijk onbedekt laat of voorzien is van inkepingen;
    16.   gebruik van wapens die gebruik maken van microbiologische of andere biologische middelen, of gifstoffen, ongeacht hun herkomst of de wijze van productie;
    17.   gebruik van wapens met als voornaamste gevolg het veroorzaken van verwondingen door fragmenten die in het menselijk lichaam niet met röntgenstralen kunnen worden ontdekt;
    18.   gebruik van laserwapens die speciaal zodanig zijn ontworpen dat hun enige gevechtsfunctie of een van hun gevechtsfuncties is het veroorzaken van blijvende blindheid bij onversterkt gezichtsvermogen, dat wil zeggen aan het blote oog of het oog met een corrigerende bril of lens;
    19.   opzettelijk gebruikmaken van uithongering van burgers als methode van oorlogsvoering door hun voorwerpen te onthouden die onontbeerlijk zijn voor hun overleving, waaronder het opzettelijk belemmeren van de aanvoer van hulpgoederen.

  6.   Het tweede lid, onder e, geldt voor gewapende conflicten die niet internationaal van aard zijn en geldt derhalve niet voor gevallen van interne onlusten en spanningen zoals oproer, geïsoleerde en sporadische gewelddadigheden of andere handelingen van vergelijkbare aard. Het geldt voor gewapende conflicten die plaatsvinden op het grondgebied van een Staat in het geval van een langdurig gewapend conflict tussen overheidsautoriteiten en georganiseerde gewapende groepen of tussen deze groepen onderling.
3. Het tweede lid, onder c en e, laat onverlet de verantwoordelijkheid van een regering om de openbare orde in de Staat te handhaven of te herstellen of om de eenheid en territoriale integriteit van de Staat met alle legitieme middelen te verdedigen.